# Сандуновские бани
Сандуно́вские бани (в просторечии Сандуны́) — действующие с 1808 года публичные бани, памятник архитектуры в стиле бозар. Расположены в центре Москвы на углу Неглинной улицы и Сандуновского переулка. Архитектор — Борис Фрейденберг. В конце XIX века бани пользовались огромной популярностью и считались передовыми благодаря своим тогдашним владельцам Алексею Ганецкому и его жене Вере Фирсановой.

## Этимология

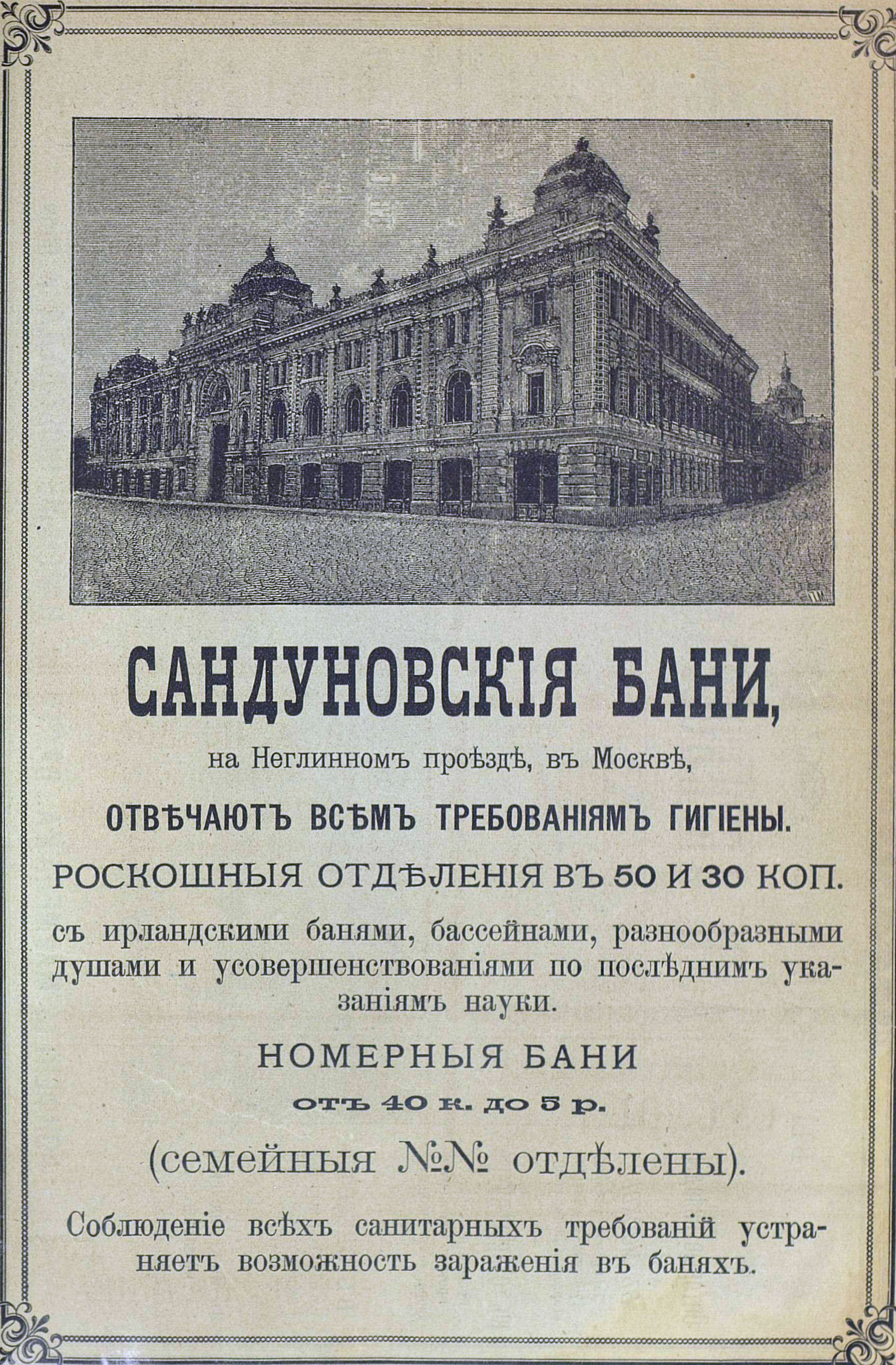
Реклама Сандуновских бань 1897 года

Бани получили название по имени своего первого владельца и основателя Силы Сандунова, известного актера екатерининских времен, имевшего грузинские корни.

## История

### Создание

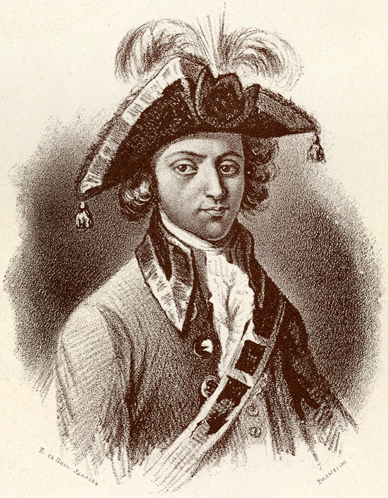
Сандунов Сила Николаевич (Силован Зандукели)

Основатель бань комический актёр грузинского происхождения Сила Сандунов (Силован Зандукели) был женат на драматической актрисе и певице меццо-сопрано Елизавете Урановой, которую увел у влюблённого в неё одного из самых богатых и влиятельных людей империи графа Безбородко.

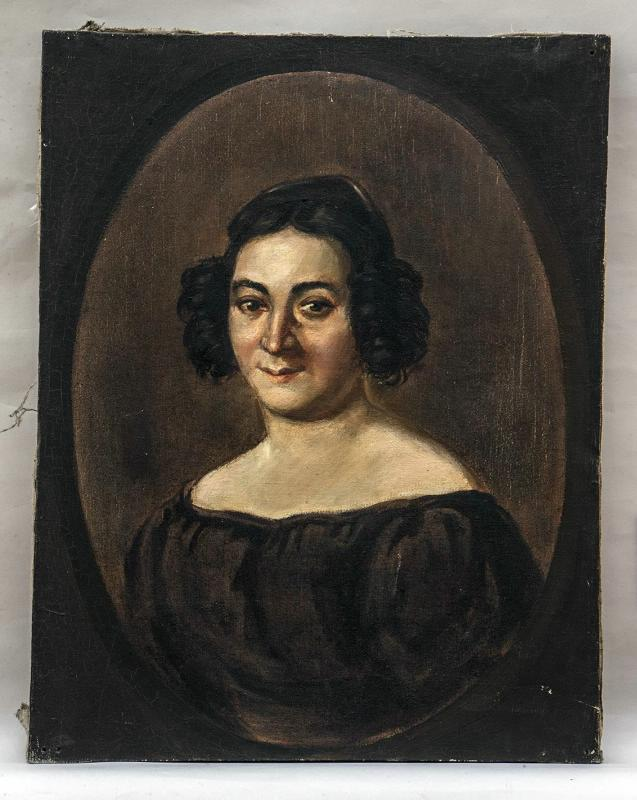
Любительский портрет Е. С. Сандуновой (в девичестве Урановой)

Широкую известность при дворе получила эта история замужества Урановой: чтобы избавиться от настойчивых «ухаживаний» пожилого графа А. А. Безбородко, препятствовавшего её браку с возлюбленным Силой Сандуновым, она обратилась за заступничеством к императрице Екатерине II прямо во время спектакля в Эрмитажном театре. Императрица уволила директоров театров Храповицкого и Соймонова, потворствовавших притязаниям старика Безбородко.
«Сандуновская история» способствовала закреплению за Екатериной репутации добросердечной и милостливой государыни, что было важно на фоне её жестоких преследований масона-издателя Н. И. Новикова, вольнолюбивца-писателя А. Н. Радищева и других инакомыслящих. Среди историков бытует мнение, что это театральное разоблачение директоров-«злодеев», идеально соответствовавшее эстетике нарождавшегося сентиментализма, состоялось если не по инициативе императрицы, то с её ведома. Пушкин изобразил похожую сцену в романе «Капитанская дочка». Венчание Урановой и Сандунова состоялось 14 февраля (!) 1791 года в дворцовой церкви, и невесту «убирала к венцу» сама императрица.
Актёры придворного театра императрицы Екатерины II Сила Сандунов и Елизавета Уранова на бриллианты, подаренные невесте по случаю свадьбы самой императрицей, приобрели участок земли по реке Неглинной в Москве для строительства жилых кварталов и магазинов. Но вскоре их решение было изменено в пользу устройства бань. В 1808 году строительство было завершено.

В них так и хлынула Москва, особенно в мужское и женское «дворянское» отделение, устроенное с неслыханными до этого в Москве удобствами: с раздевальной зеркальной залой, с чистыми простынями на мягких диванах, вышколенной прислугой, опытными банщиками и банщицами. Раздевальная зала сделалась клубом, где встречалось самое разнообразное общество, — каждый находил здесь свой кружок знакомых, и притом буфет со всевозможными напитками, от кваса до шампанского Моэт и Аи. В этих банях перебывала и грибоедовская, и пушкинская Москва, та, которая собиралась в салоне Зинаиды Волконской и в Английском клубе.— «Москва и москвичи»
Популярность бань росла, они полностью сохранились после войны 1812 года чудом избежав гибели в пожаре Москвы. Однако, это стало причиной осложнения отношений в семье Сандуновых, опять вернувшихся после войны жить в Санкт-Петербург. Супруга Сандунова вложила свои значительные материальные средства в данное предприятие, успех которого теперь ассоциировали исключительно с именем её мужа. Такое положение дел её не устраивало, начались ссоры из-за дележа доходов и семейных расходов, на этой почве брак распался, и бани перешли в собственность Елизаветы Сандуновой (Урановой), сохранив свое первоначальное название.

### Реконструкция

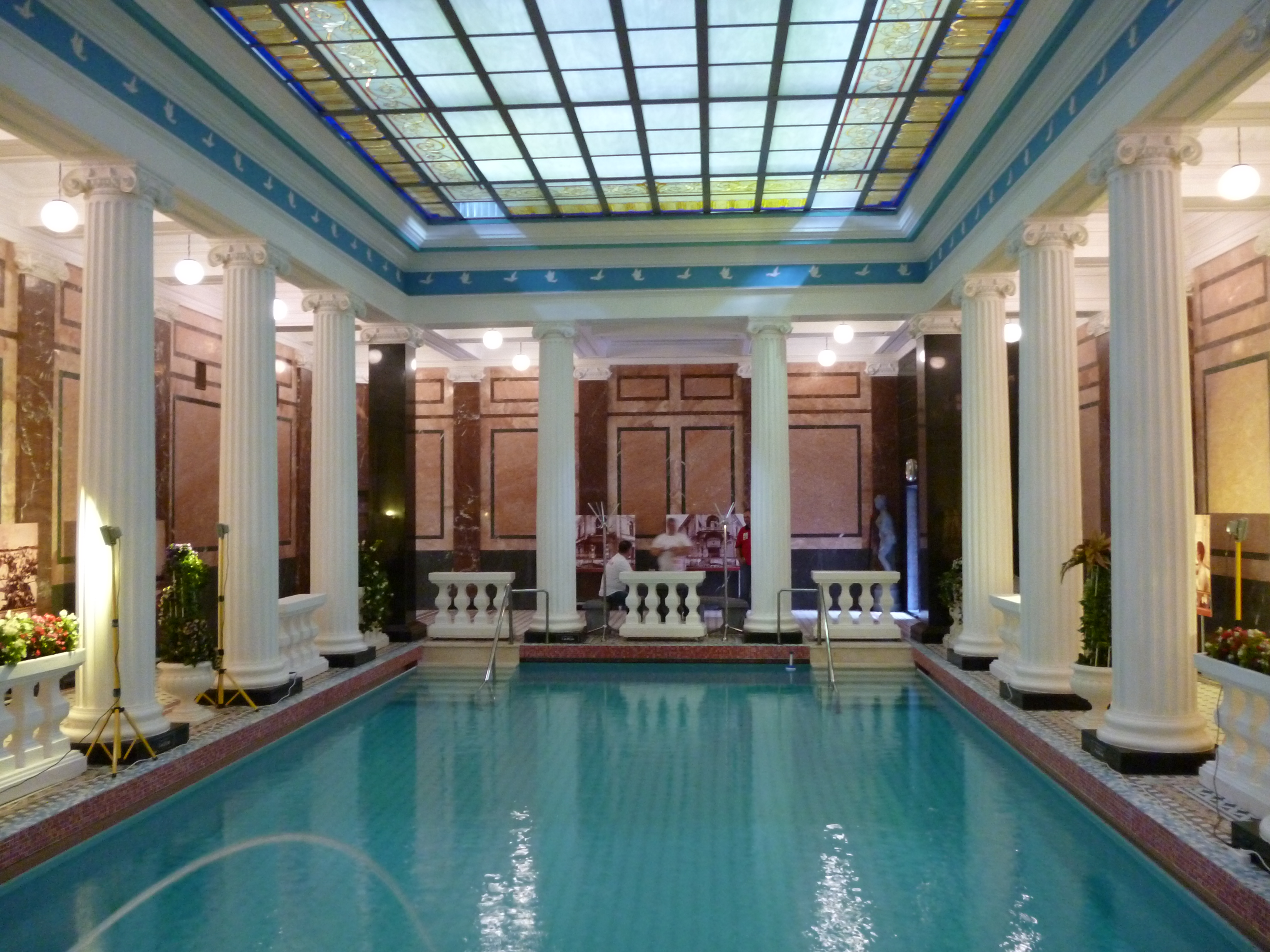
Бассейн Сандуновских бань, 2014

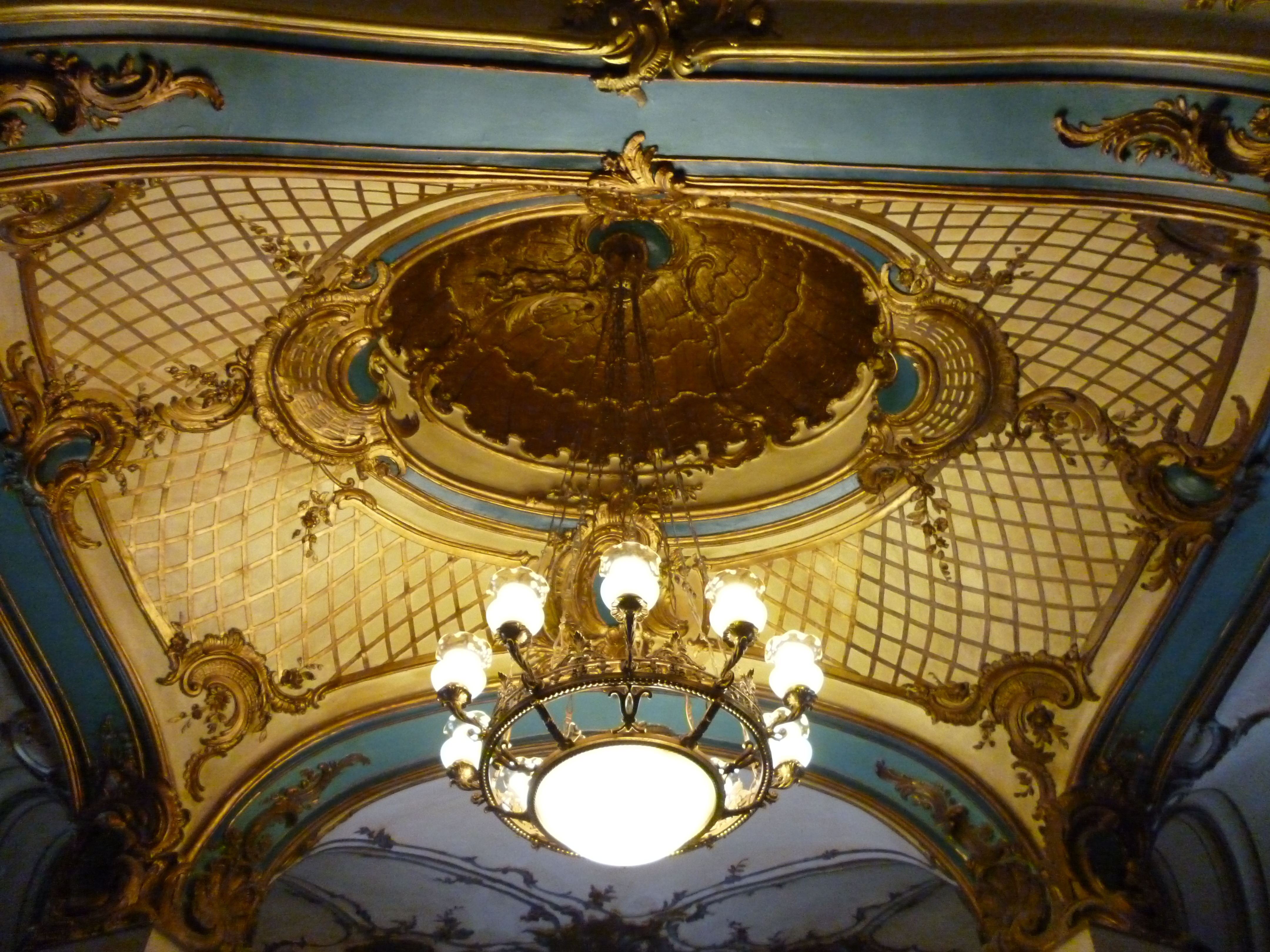
Потолок Сандуновских бань, 2014

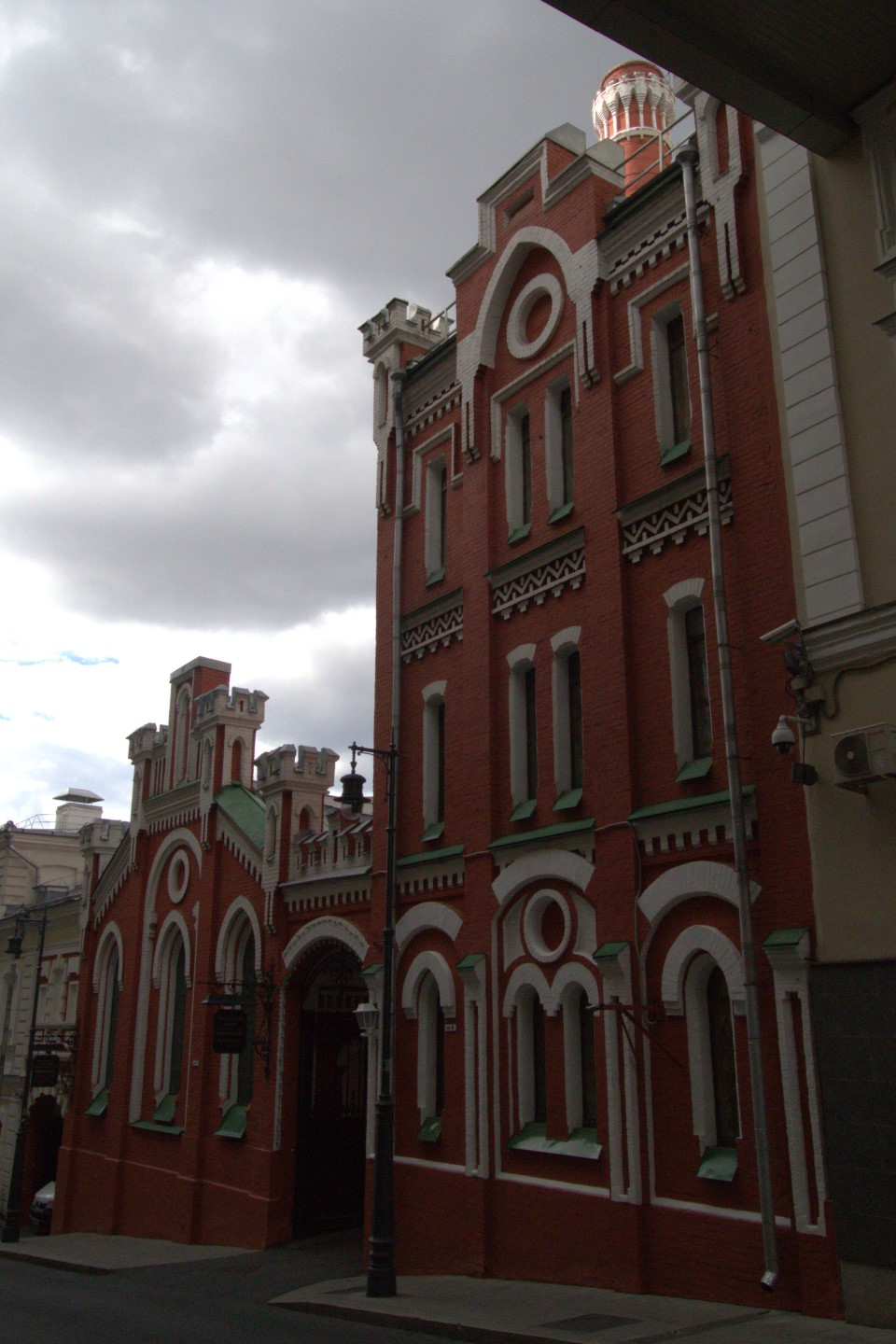
Аккумуляторная станция для бань, построенная в 1895 г., 2022

В течение XIX века бани неоднократно меняли владельцев. В 1869 году их приобрёл купец-домовладелец Иван Григорьевич Фирсанов, а после его смерти в 1881 перешли к его единственной дочери, Вере Ивановне Фирсановой (её именем названа подмосковная Фирсановка). Вторым мужем Фирсановой стал сын генерала Николая Ганецкого офицер Алексей Ганецкий. Именно он подал идею построить на месте старых бань новые, вернувшись из поездки по баням Европы от Турции до Ирландии.
Для строительства новых бань в 1894 году Ганецкий нанял известного архитектора Бориса Фрейденберга, однако вздорный нрав заказчика вынудил Фрейденберга бросить проект на середине и покинуть Москву. Бани были достроены архитектором Сергеем Калугиным (при участии Владимира Чагина) и открыты публике 14 февраля 1896 года.
Открытие новых Сандунов стало большим событием в светской жизни Москвы. Название бань оставили прежним, так как оно было широко известно и стало нарицательным. Эклектичные фасады трёхэтажного дворца с элементами барокко, рококо, ренессанса, готики, классицизма, фабричного стиля представили публике. Интерьеры бань были оформлены роскошно и могли соперничать своим убранством с лучшими особняками. В отделке помещений были использованы материалы, привезенные из Европы: норвежский и итальянский мрамор, кафель и плитка для пола из Англии, Германии, Швейцарии.
Новые Сандуны стали образцом банной индустрии благодаря передовым инженерным системам. Воду бани брали по особой водопроводной нитке из реки Москвы от Бабьегородской плотины и из 700-футовой артезианской скважины. Электрическое освещение питалось от собственной электростанции (в 1896 году её ток позаимствовали для освещения коронации Николая II). В бане было занято до четырёхсот банщиков. Помимо гостиницы и ресторанов в Сандунах был даже «Зоологический магазин Ф. А. Ахиллеса».
Отделения бань были рассчитаны на разных по доходам и положению людей. Цены в общие отделения варьировались от 5 до 50 копеек в зависимости от разряда. Номерные отделения Сандунов славились на всю Москву. Ценовая категория здесь была выше — от 60 копеек до 5 рублей. Три самых дорогих кабинета включали в себя пять комнат: раздевальню, гостиную, будуар, баню и парильню. Для ожидающих своей очереди было оборудовано пять отдельных залов.
«Ещё задолго до того, как Гонецкий переделал Сандуновские бани в банный дворец, А. П. Чехов любил бывать в старых Сандуновских банях, уютных, без роскоши и ненужной блестящей мишуры», — свидетельствует в книге «Москва и москвичи» В. А. Гиляровский. С мая по ноябрь 1902 года Чехов с женой снимали квартиру на Неглинной, 14, недалеко от Сандунов. В общественных банях в те годы можно было встретить прославленных актёров и писателей, высокопоставленных чиновников. В них мылись и парились Л. Н. Толстой, С. В. Рахманинов, С. М. Эйзенштейн и даже великие князья Романовы.

Всемогущий «хозяин столицы» — военный генерал-губернатор В. А. Долгоруков ездил в Сандуновские бани, где в шикарном номере семейного отделения ему подавались серебряные тазы и шайки. А ведь в его дворце имелись мраморные ванны, которые в то время были ещё редкостью в Москве!— «Москва и москвичи»

Купаться в бассейн Сандуновских бань приходили артисты лучших театров, и между ними почти столетний актер, которого принял в знак почтения к его летам Корш. Это Иван Алексеевич Григоровский. Он аккуратно приходил ежедневно купаться в бассейне раньше всех…— «Москва и москвичи»
Кроме того бани посещали Владимир Долгоруков, Гаврила Солодовников, Фёдор Шаляпин:

Милая наша Москва! Несравненная!.. Наше хорошее ни с чем сравнить нельзя… Утомительно, тяжко, и чувствую себя как бы на каторжных работах… О веселых днях не приходится думать, единственное развлечение турецкая баня, — конечно, не наша родная. Я особенно отчетливо вспоминаю, как мылись в Сандунах и как ели стерляжью уху, помнишь?— Федор Шаляпин в письме другу
Шаляпин называл Сандуны «Царь-баня», восхищаясь их огромными залами, высокими сводами, лепниной, мраморными лестницами, золотой росписью и статуями.

## Современность

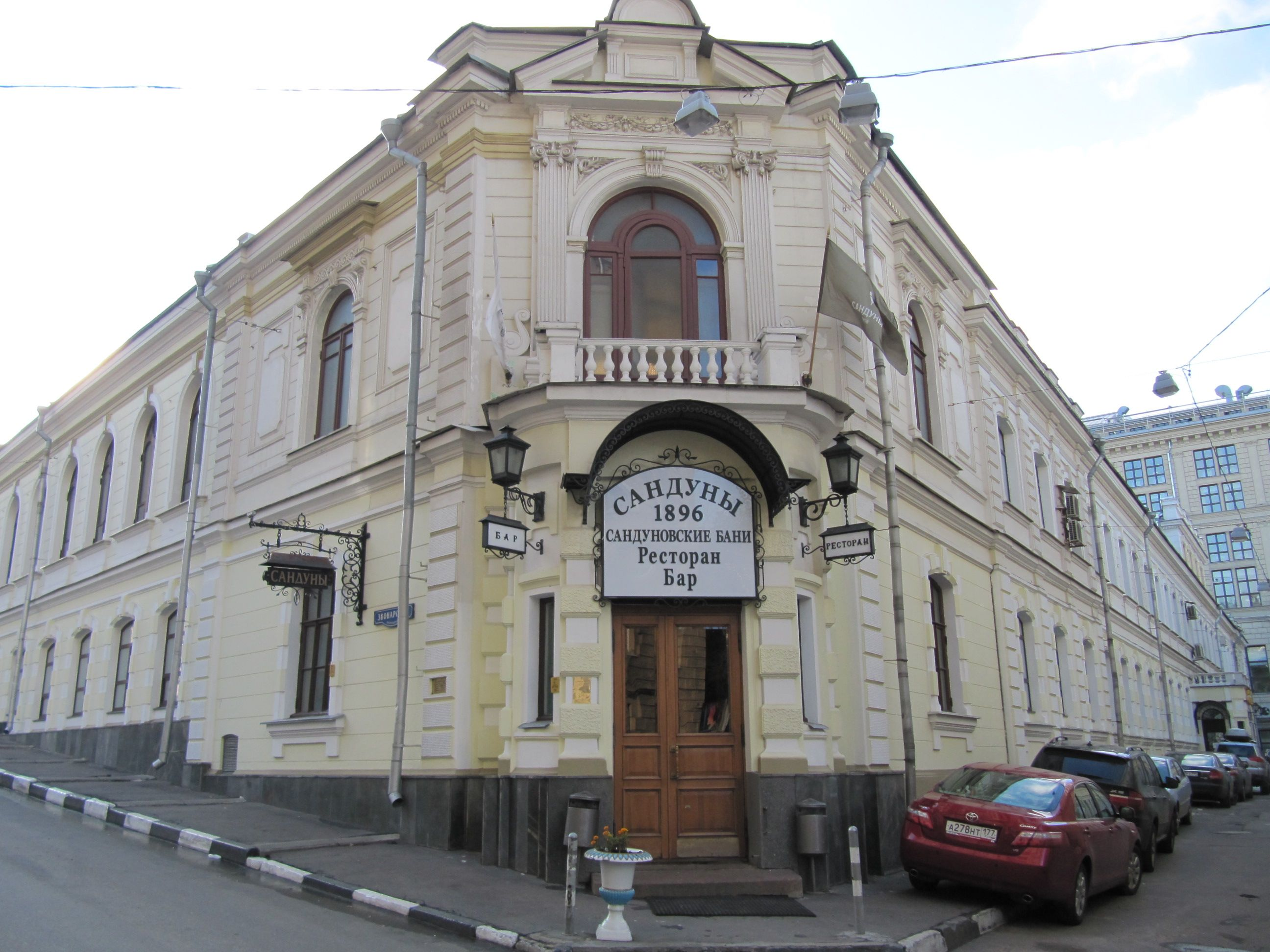
Вход в бани, 2010

В советское время Сандуны продолжали носить звание лучших бань в Москве. Однако неаккуратная эксплуатация постепенно привела к существенным разрушениям их внутренних систем и фасадов. Первая значительная реконструкция была проведена в 1944 году. Она затронула внутреннее оформление, технические системы. Также были введены дополнительные удобства, соответствующие тому времени.
В качестве сервиса продолжали существовать «семейные номера», куда допускались разнополые посетители, о чём рассказано в рассказе Абрама Терца (Андрея Синявского) «В цирке» (1955). Банный комплекс состоит из нескольких зданий на Неглинной. Доходный дом Фирсановой по красной линии улицы Неглинной с мавританским двориком (строения 1 и 2) ныне занимает подразделение банка «ВТБ». Остальные строения «банного квартала» используются по прежнему назначению.
В 1991 году Сандуновские бани были поставлены на государственный учёт как памятник архитектуры города Москвы.

## Бани в кинематографе
В различных частях Сандуновских бань снимались фильмы:
- «Броненосец „Потёмкин“» (в бассейне)
- «Александр Невский» (в бассейне)
- «Ирония судьбы, или С лёгким паром!» (в фильм вошел дубль эпизода, переснятый позднее в павильонах «Мосфильма»)
- «Старый Новый год» (выход героев из бани)
- «Мастер и Маргарита» (реж. Ю. Кара)
- «Брат-2»
- «Маросейка, 12» (фильм 4 — «Сын»)
- «Олигарх» (сцена с генералами)
- «Белое золото»
- «Статский советник» (сцена в бассейне с номером)
- «Ты мне, я тебе» (место работы главного героя Ивана Кашкина)
- «Рождённая революцией» (8 серия — «Оборотни», сцена в которой милиционер Санько ловит банщика, фотографирующего его записную книжку и новое удостоверение)
- «Карамора» (4 серия — эпизод в начале и главная схватка в конце серии)
- «О чём говорят мужчины. Продолжение» (в бассейне)
- «БИХЭППИ» (сериал)
- «Сергий Радонежский» (в бассейне — сцена нападения разбойников на плот)
- «Истребители: Последний бой»
- «Полицейская академия 7: Миссия в Москве» 1994 г.
- «Любовники» 2022
- «Хрусталёв, машину!» 1998 г.
- Куклы. Эпизод 136 «О сексуальном просвещении в школе». Снято в моечном отделении высшего разряда.